# Thomas H. Ford
Pour les articles homonymes, voir Ford et Ford (homonymie).
Thomas H. Ford (23 août 1814 - 29 février 1868) était un homme politique républicain américain qui a été le troisième lieutenant-gouverneur de l'Ohio de 1856 à 1858. Il a ensuite été colonel du 32nd Ohio Infantry Regiment au début de la Guerre de Sécession.

## Biographie
Ford est né le 23 août 1814 dans le comté de Rockingham, en Virginie . Il avait peu d'éducation formelle et sa profession était agriculteur. Toutefois, il se met à étudier le droit et réussit à être admis au barreau. Il déménage à Mansfield, Ohio.

### Carrière politique
Devenu un leader anti-esclavagiste. Après avoir prononcé un discours à Philadelphie épousant le parti républicain, il se voit proposer la nomination au poste de lieutenant-gouverneur en 1855 et remporte l'élection pour un seul mandat qu'il accomplira du 14 janvier 1856 au 11 janvier 1858 sous le gouverneur Salmon P. Chase. En 1860, il est choisi comme imprimeur du gouvernement par la Chambre des représentants des États-Unis .

### Carrière militaire
Thomas H. Ford a aussi été très intéressé par les questions militaires. Ainsi, il a servi dès la guerre du Mexique où il était capitaine d'une compagnie de volontaires qu'il avait organisé en 1847.
Pendant la guerre de Sécession, il participe à la formation d'une unité de volontaires de l' Ohio. Il en sera nommé colonel dès la formation du corps qui prendra le nom de 32nd Ohio Infantry Regiment (32e Régiment d'infanterie de l'Ohio). Il recevra son brevet de colonel le 16 septembre. En état de service dès septembre 1861, quelques jours après avoir été créé, son régiment combat lors de la bataille indécise de Greenbrier sous Reynolds. C'est ensuite une période de défaites. Thomas H. Ford se trouve avec le 32th Ohio aux défaites de Camp Allegheny en décembre, de McDowell le 8 mai 1862 où il perd 6 tués et 53 blessés, à la retraite de Winchester puis à la défense de Harpers Ferry en septembre.
Arrive alors la défense de Maryland Heights du 12 au 13 septembre 1862. Cette position défendait les abords de Harpers Ferry. Le colonel Ford, qui a eu l'honneur d'être mis à la tête la 3e brigade (32th Ohio Volunteer, 39th et 126th New York Infantry et 1st Maryland Potomac Home Brigade), estime que la position qui lui a été assignée n'est pas suffisamment fortifiée pour résister à des troupes supérieurses en nombre. Six compagnies de son régiment, le 32nd Ohio défendent l'aile droite de la brigade.Les troupes du Major général Lafayette McLaws attaquent et après quelques résistance, Thomas H. Ford ordonne l'abandon de la position et la retraite. Cette décision a choqué le colonel Dixon S. Miles qui commandait la garnison de Harpers Ferry. La principale conséquence de cette défaite est surtout que les 12 700 hommes de troupes de Harpers Ferry, dont le régiment de T.H. Ford, se sont rendus aux forces confédérées et faits prisonniers le 15 septembre 1862 par les troupes du général Thomas Jonathan Stonewall Jackson,,.
Ford a été arrêté en 1862 et envoyé à Washington, DC pour être jugé par une commission militaire. Il a été accusé d'avoir négligé son devoir dans la défense de Maryland Heights lors de la bataille de Harpers Ferry, en septembre 1862. Après le procès, Ford a été renvoyé du service le 8 novembre 1862, par ordre du ministère de la Guerre.

### Fin de carrière
Il s'est installé alors à Washington, DC, où il exerçait une pratique lucrative du droit. C'est d'ailleurs à Washington qu'il meurt le 29 février 1868.
Il a été enterré au cimetière de Mansfield.